# Porroglossum dreisei
Porroglossum dreisei är en orkidéart som beskrevs av Carlyle August Luer och Angel Andreetta. Porroglossum dreisei ingår i släktet Porroglossum och familjen orkidéer. Inga underarter finns listade i Catalogue of Life.